# ТЕС Калба
25°3′20″ пн. ш. 56°21′0″ зх. д. / 25.05556° пн. ш. 56.35000° зх. д.
ТЕС Калба – теплова електростанція на північному сході Об'єднаних Арабських Еміратів. Розташована у тій частині емірату Шарджа, котра виходить до Оманської затоки (при цьому лише за кілька кілометрів північніше від міста Калба лежить столиця емірату Фуджайра).
У 1988-му на майданчику змонтували перші дві встановлені на роботу у відкритому циклі газові турбіни типу General Electrical Frame 5. У 2002-му до них додали газову турбіни типу General Electrical Frame 6 потужністю 33 МВт. Після того, як на станції змонтували ще одну Frame, загальний показник ТЕС досяг 108 МВт.
На випадок аварійних ситуацій станція також мала резервні дизельні генератори, потужність яких, втім, була багаторазовом меншою від потужності основного обладнання.
Як паливо можуть використовуватись нафтопродукти та природний газ, подача якого на узбережжя Оманської затоки почалась у 1984 році із введенням трубопроводу від ГПЗ Саджаа. А в 2007-му у цей район дотягнули газопровід від Тавіли, яким постачається блакитне паливо катарського походження.